# Centre Le Corbusier
Le Centre Le Corbusier est un bâtiment situé dans la ville suisse de Zurich.

## Histoire
La galeriste et collectionneuse d'art Heidi Weber a reproduit et remis à la mode le mobilier du Corbusier, avant que l'entreprise Cassina ne l'édite et le vende à un plus large public. Elle a également commercialisé la peinture de l'architecte, ainsi que sa gravure. En 1960, elle mandate Le Corbusier pour créer une maison permettant abriter des expositions artistiques. Les premiers plans du pavillon sont présentés au public une année plus tard. Tout d'abord prévu en béton, le bâtiment est finalement construit en acier. Les travaux débutent en 1964 ; ils sont interrompus après une année à la suite de la mort du Corbusier, puis repris et terminés. Le 15 juillet 1967, le centre, situé près du lac, est officiellement inauguré. La ville de Zurich, qui possédait originellement la parcelle sur laquelle se dresse le centre, en est le propriétaire officiel. Il est inscrit comme bien culturel d'importance nationale.

## Musée
Le centre accueille un musée, appelé « Heidi-Weber-Museum », qui retrace la vie et l'œuvre du Corbusier. Conçu comme une œuvre d'art totale, ce musée présente toutes les facettes du créateur, avec en particulier un design d'intérieur spécifique, des peintures et des sculptures. La gestion du musée est assurée par une fondation publique-privée dans laquelle siègent des représentants de la Ville de Zurich ainsi qu'Heidi Weber. Le droit de superficie accordé à la galeriste expirant après un délai de 50 ans, le pavillon a été repris en mai 2014 de plein droit par la Ville de Zurich, qui en assure désormais la gestion. Le pavillon nécessite une urgente restauration.